# براد وليامسون
براد وليامسون (بالإنجليزية: Brad Williamson)‏ مواليد 27 يونيو 1981، هو لاعب كرة سلة أسترالي سابق بدأ مسيرته الاحترافية في سنة 2004 ويحمل الرقم 22. يبلغ طوله 6 قدم 5 بوصة (2.0 م).